# 오야베시
오야베시(일본어: 小矢部市)는 일본 도야마현에 있는 시이다.

## 지리
북부에서 북서부~남서부까지는 산지 및 중산간지이다. 동부에서 남부까지는 도나미평야의 일부를 이루고 이스루기·쓰자와 시가지를 제외하고 전반적으로 산거촌(散居村)의 한가로운 경관이 펼쳐져 있다.

## 인접하는 자치체
- 도야마현
  - 도나미시
  - 난토시
  - 다카오카시

- 이시카와현
  - 가나자와시
  - 가호쿠군 쓰바타정

## 역사
- 1962년 8월 1일 - 구 니시토나미군 이스루기정과 쓰자와 지구를 중심으로 하는 도추정이 합병하여 시로 승격해 탄생했다.
- 2007년 3월 25일 - 노토반도 지진으로 오야베시 미즈마키에서는 진도 5 미만, 또 오야베시 이즈미정에서는 진도 4의 지진이 관측되었다.

## 교통

### 철도
- 아이노카제토야마 철도 아이노카제토야마 철도선

### 도로
- 호쿠리쿠 자동차도
- 노에쓰 자동차도
- 국도 8호선
- 국도 359호선
- 국도 471호선

## 인구
| 연도 | 인구   | ±%    |
| ---- | ------ | ----- |
| 1970 | 35,367 | —     |
| 1980 | 36,497 | +3.2% |
| 1990 | 36,374 | −0.3% |
| 2000 | 34,625 | −4.8% |
| 2010 | 32,067 | −7.4% |
| 2020 | 28,983 | −9.6% |